# Самбука (інструмент)

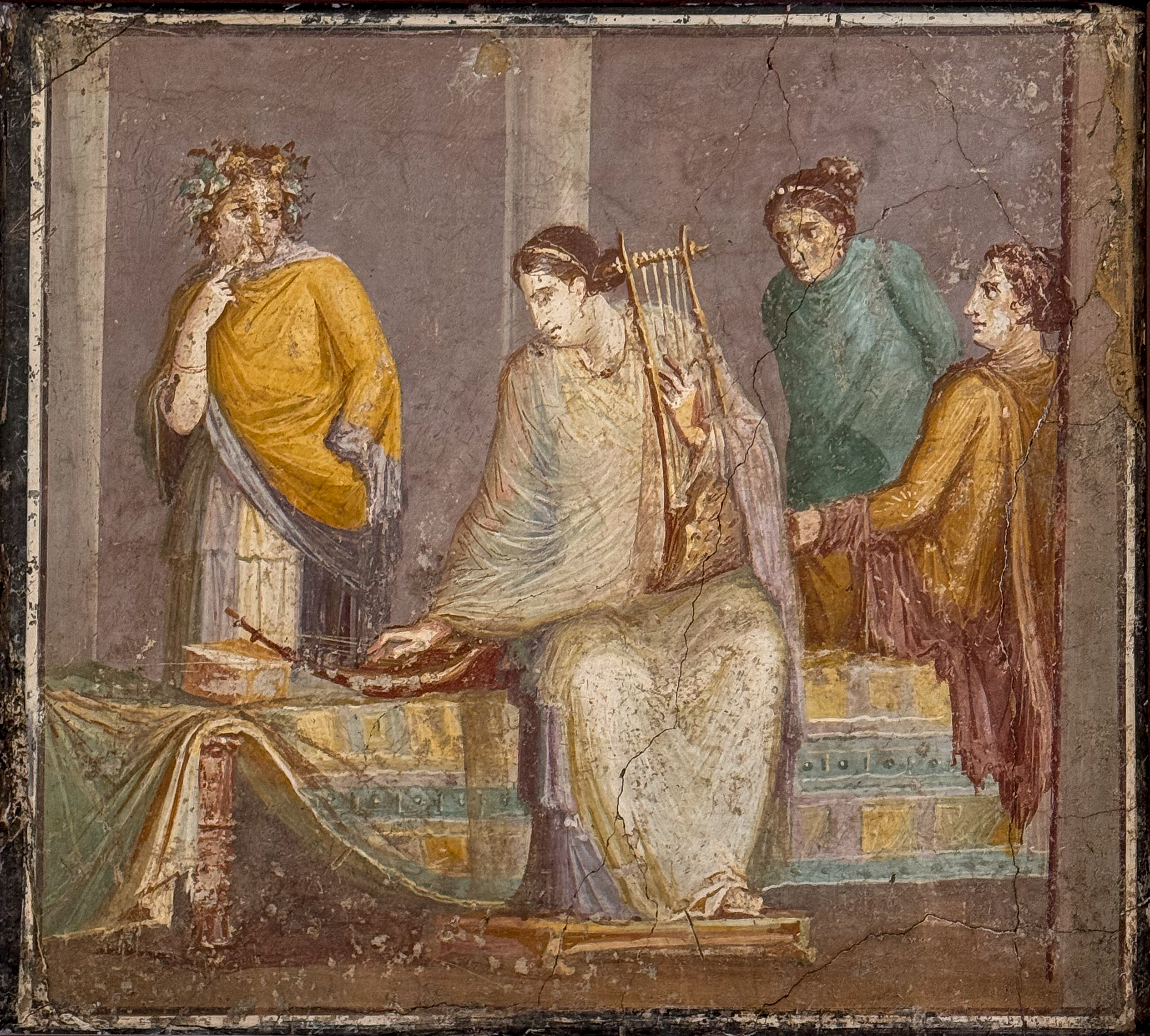
Римлянка, що настроює кіфару (праворуч) та самбіку. Фреска з Помпей, І ст. н. е. (Національний археологічний музей, Неаполь)

Самбі́ка, самбу́ка (грец. σαμβύκη, лат. sambuca) — античний струнний щипковий інструмент типу трикутної арфи, ймовірно, завезений до Греції з Близького Сходу. Більшість авторів описують самбіку як інструмент невеликого розміру з короткими (зазвичай чотирма) струнами високого регістру. Арістід Квінтіліан вважає самбіку «жіночим» інструментом: «Серед струнних <…> самбіка близька жіночій природі через своє низьке походження і через делікатність занадто високих звуків, які витягують на її коротких струнах» . Про поширеність самбіки серед жінок побічно свідчить той факт, що і греки і римляни мали особливі слова для позначення професійних виконавиць — відповідно, дав.-гр. σαμβυκίστρια та sambucistria .
Найчастіше класичні автори (грецькі та римські) описують самбіку як певний різновид тригона (трикутної арфи). Специфічні конструктивні особливості самбіки та її лад на основі свідчень, що збереглися, виявити неможливо.

## Інші значення терміна
Самбікою також (згідно з Афінеєм та іншими авторами) називалося облогове знаряддя, оскільки своєю формою (корабель + сходи + натягнуті канати) воно нагадувало однойменний музичний інструмент. Вітрувію нагадав контури самбуки його знаменитий «світовий трикутник» (schema trigonii mundo). Наприкінці Відродження (1618) словом «самбука» (sambuca) назвав свій експериментальний клавікорд ботанік і освічений любитель музики Фабіо Колона.